# Вручение ключей апостолу Петру
«Вручение ключей апостолу Петру» — фреска работы Пьетро Перуджино, написанная около 1482 года. Расположена в Сикстинской капелле, Ватикан.

## История
В 1480 году Перуджино занимался росписью старой базилики Святого Петра в Риме. Папа Сикст IV был доволен его работой и решил привлечь его к росписи Сикстинской капеллы в Ватиканском дворце вместе с другими флорентийскими и умбрийскими мастерами в 1481—1483 годах: Боттичелли, Перуджино, Гирландайо и Козимо Росселли и других.

## Описание
Фреска является частью Историй Иисуса на северной стене капеллы и изображает фрагмент из 16 главы Евангелия от Матфея, где Иисус вручает Святому Петру ключи от небес, символизирующие власть отпускать грехи и впускать в рай. Фигуры на переднем плане организованы в две группы, выстроенные в плотный ряд, так, что образуют подобие фриза. Главная группа состоит из апостолов (включая Иуду — пятый слева от Иисуса), окружающих Христа, вручающего золотой и серебряный ключи коленопреклонённому Петру. Вторая группа состоит из современников автора (включая самого художника — пятый от правого края).
На заднем плане изображены ещё две сцены из жизни Иисуса — Кесарю кесарево слева и Побивание Христа камнями справа.

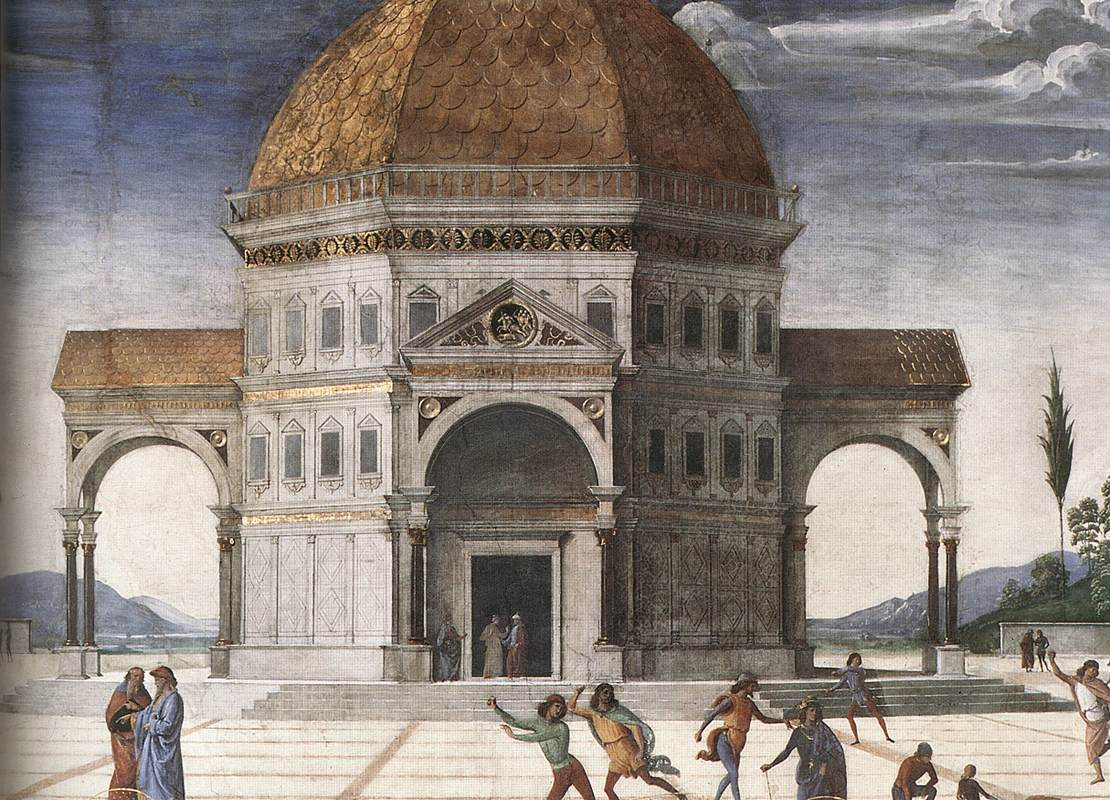
Центральное здание

Манера изображения фигур вдохновлена Андреа дель Верроккьо. Фигуры апостолов, особенно Иоанна Богослова, закутанные в сложные драпировки, с длинными распущенными волосами, в элегантных позах напоминают апостола Фому работы дель Верроккьо в церкви Орсанмикеле.
Храм Соломона, изображённый в виде восьмигранной ротонды с портиками, доминирует в центре фрески и служит фоном для протекающих действий. Аналогичное здание использовали Пинтуриккио (ученик Перуджино) в росписи капеллы Буфалини в базилике Санта-Мария-ин-Арачели и сам Перуджино на фреске «Венчание Марии».

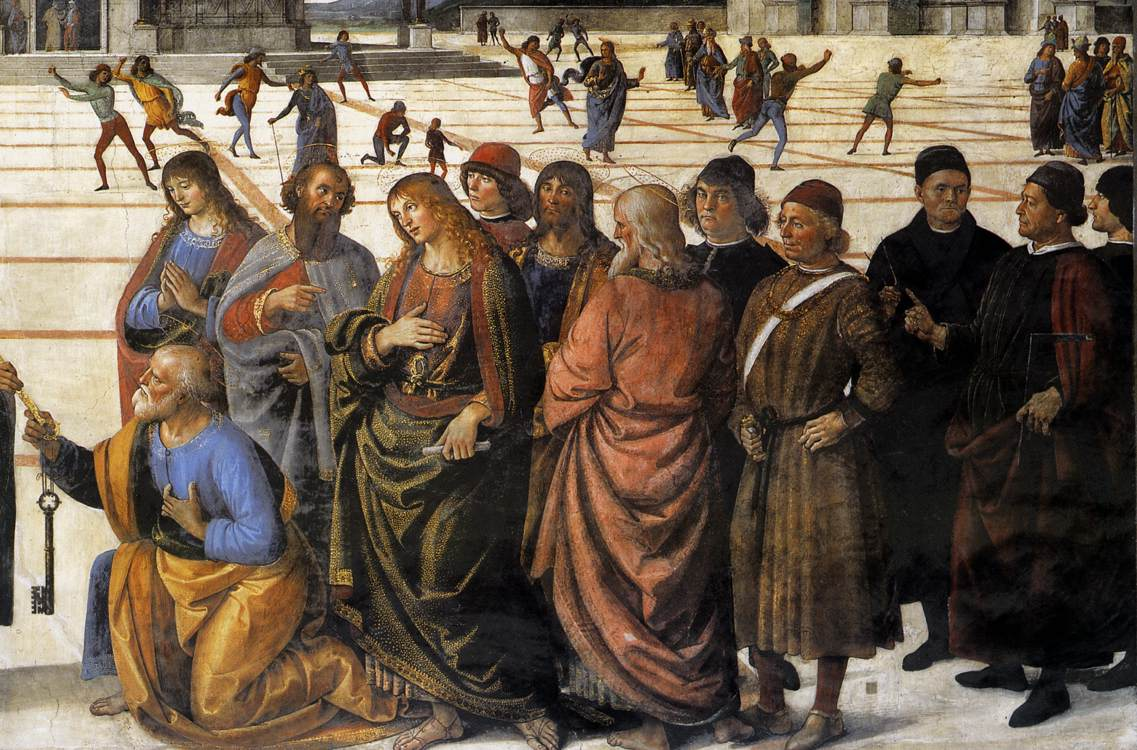
Деталь фрески

Автор уделил много внимания проработке пейзажа, постаравшись создать у зрителя ощущение бесконечности мира. Приём с перистыми деревьями на фоне облачного неба и сине-серых холмов позднее был перенят и другими художниками, особенно Рафаэлем.

## Легенда
Существует примета, связанная с фреской и папскими конклавами, — тот кардинал, кому по жребию достанется место под фреской, будет избран папой. Записи показывают, что это справедливо по отношению по меньшей мере к трём папам — Клименту VII, Юлию II и Павлу III.